# 佩波利城堡

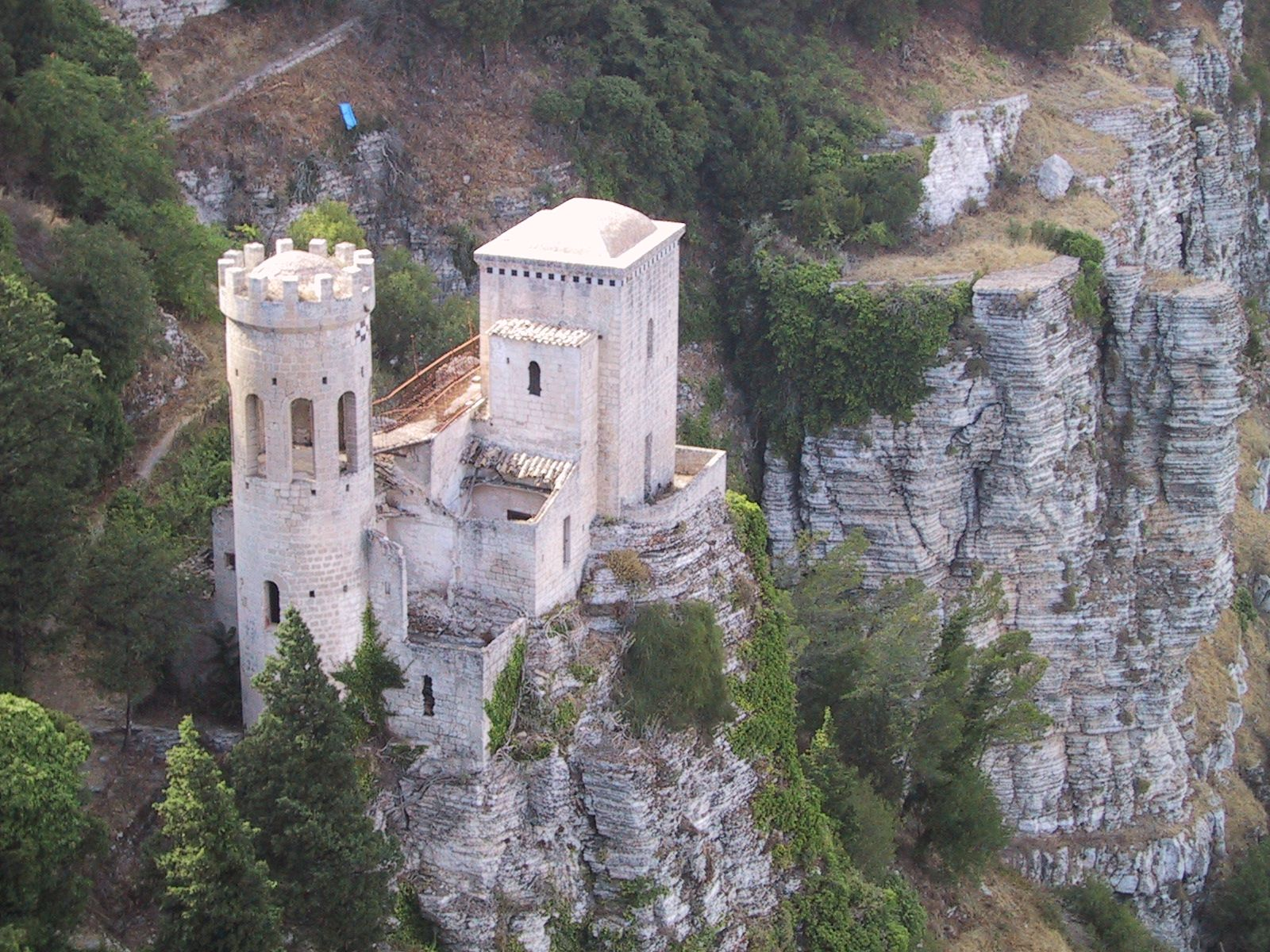

佩波利城堡（義大利語：Torretta Pepoli）是意大利西西里大区特拉帕尼省埃里切的一座建筑，折衷主义建筑风格。它位于维纳斯城堡和巴里奥城堡（Balio）的中世纪塔楼下方，巴里奥花园的东侧。

## 历史
佩波利城堡建于1872年至1880年之间。阿戈斯蒂诺·佩波利在此招待文学界的朋友，并进行考古研究。它的建筑风格糅合了摩尔风格、中世纪建筑和新艺术运动风格，显现出强烈的美学价值。
1925年，公共教育部颁布第778号法令，将其列为公共财产，1992年2月28日，又由地方文化和环境遗产部重新确认。
2013-2014年，特拉帕尼文化遗产地区监督机构在埃里切市政府的支持下完成了该建筑的修复工程，使用了原本的材料，如卡拉拉大理石、西西里粘土砖、凝灰岩和橡木。
2014年以来，该建筑作为互动博物馆向公众开放，命名为地中海和平与灯塔馆（Osservatorio di Pace e Faro del mediterraneo）。